# Gangapur, Mundargi
Gangapur là một làng thuộc tehsil Mundargi, huyện Gadag, bang Karnataka, Ấn Độ.